# مریم شیرازی
مریم شیرازی (زاده ۳ آبان ۱۳۵۶ در تهران) کارگردان و بازیگر سینما و تلویزیون و تئاتر اهل ایران است. او در مجموعه‌های تلویزیونی چون سرزمین مادری (۱۳۸۷) و مسافران (۱۳۸۸) ایفای نقش کرده است.

## زندگی‌نامه
او با اجرای تئاتر پیکر زن همچون میدان نبرد در جشنواره Art in War سال ۲۰۰۶ کشور هلند اجرای بین‌المللی تئاتر توسط یک کارگردان زن ایرانی را در کارنامه خود دارد. او تحصیلات خود را تا مقطع کارشناسی ارشد در رشته کارگردانی تئاتر در دانشگاه هنر و معماری به پایان برده‌است.

## کارنامه هنری

### سینمایی
| سال  | نام فیلم            | کارگردان        |
| ---- | ------------------- | --------------- |
| ۱۳۷۵ | ننه لالا و فرزندانش | کامبوزیا پرتوی  |
| ۱۳۹۰ | من همسرش هستم       | مصطفی شایسته    |
| ۱۳۹۲ | دلم می‌خواد          | بهمن فرمان‌آرا   |
| ۱۳۹۳ | بهمن                | مرتضی فرشباف    |
| ۱۳۹۳ | یحیی سکوت نکرد      | کاوه ابراهیم‌پور |
| ۱۳۹۶ | بنفشه آفریقایی      | مونا زندی حقیقی |

### تلویزیونی
| سال         | نوع مجموعه | نام مجموعه         | کارگردان                     | پخش از  |
| ----------- | ---------- | ------------------ | ---------------------------- | ------- |
| ۱۳۷۶        | مجموعه     | سیب خنده           | رضا عطاران                   | شبکه یک |
| ۱۳۸۱        | تله فیلم   | راوی کوچک          | سیامک سهیلی زاده             |         |
| ۱۳۸۱        | مجموعه     | بدون شرح           | مهدی مظلومی                  | شبکه سه |
| ۱۳۸۷        | مجموعه     | سرزمین مادری       | کمال تبریزی                  | شبکه سه |
| ۱۳۸۸        | مجموعه     | مسافران            | رامبد جوان                   | شبکه سه |
| ۱۳۸۹        | تله فیلم   | امیدها و نجواها    | ایرج کریمی                   |         |
| ۱۳۹۰        | تله تئاتر  | دوزن               | سعید ابراهیمی‌فر              |         |
| ۱۳۹۶        | مجموعه     | نوار زرد           | پوریا آذربایجانی             | شبکه دو |
| ۱۳۹۹        | مجموعه     | صفر بیست و یک      | سیدجواد رضویان، سیامک انصاری | شبکه سه |
| ۱۴۰۰ - ۱۴۰۱ | مجموعه     | برف بی صدا می بارد | پوریا آذربایجانی             | شبکه سه |

### نمایش خانگی
| سال  | نام مجموعه  | کارگردان     | توضیحات       |
| ---- | ----------- | ------------ | ------------- |
| ١۴٠١ | سرگیجه      | بهرنگ توفیقی |               |
| ۱۴۰۰ | مردم معمولی | رامبد جوان   | بازیگر میهمان |

### بازیگری تئاتر
| نام نمایش                                 | کارگردان          | محل اجرا                                                                              | سال اجرا |
| ----------------------------------------- | ----------------- | ------------------------------------------------------------------------------------- | -------- |
| یه خونه یه چلچله                          | حسین متکلم        | کانون پرورش فکری کودکان و نوجوانان                                                    | ۱۳۷۶     |
| برخوان هفت خوان                           | اکرم قاسمپور      | سالن شماره دو تئاتر شهر                                                               | ۱۳۷۸     |
| باغ آلبالو                                | اکبر زنجانپور     | تئاتر رادیویی                                                                         | ۱۳۸۱     |
| دکتر کنوک                                 | اکبر زنجانپور     | تئاتر رادیویی                                                                         | ۱۳۸۱     |
| نمایشنامه خوانی "در خانه ام ایستاده بودم" | تینوش نظم جو      | خانهٔ هنرمندان و ترنسمدیال هفتهٔ فرانسه و آلمان در اصفهان                               | ۱۳۸۳     |
| گفتگوهای پس از یک خاکسپاری                | بورژین عبدالرزاقی | کارگاه تئاتر سمندریان                                                                 | ۱۳۸۷     |
| نامه‌هایی به تب                            | سیامک احصایی      | بیست و نهمین جشنواره بین‌المللی تئاتر فجر و تماشاخانه تماشاخانه ایرانشهر سالن سمندریان | ۱۳۹۹     |

### کار گردانی تئاتر
| پیکر زن همچون میدان نبرد | بیست و چهارمین جشنواره بین‌المللی تئاتر فجر | ۱۳۸۵ |
| پیکر زن همچون میدان نبرد | جشنواره art in war اوترخت، هلند            | ۲۰۰۶ |